# みやぎ生活協同組合
みやぎ生活協同組合（みやぎせいかつきょうどうくみあい）は、宮城県・福島県を事業範囲とする、生活協同組合である。コープ東北サンネット事業連合加入。全国トップクラスの世帯加入率を誇る。

## 概要
2020年3月期現在、宮城県内に約95万人の組合員を有し、宮城県内世帯加入率75.1%、ふくしまエリア世帯加入率29.2%で、県内世帯加入率は全国トップを誇る。供給高は1259億円を超え、東北地方最大の消費生活協同組合である一方、エンドーチェーンが西友の傘下に入ってからは宮城県内に本拠を置く最大規模の小売り事業者としての側面を持つようになった。ただし、石巻圏に複数店舗を持つものの、店舗のほとんどが仙台都市圏に集中しており、その他の地域では1都市圏1店舗程度の出店となっている。2020年3月現在の店舗数は54、共同購入支部数は17、学校部支所は6。年間2-3店舗ほどの新規出店を行う一方、周囲の小型店舗の閉鎖も行っている。共同購入のメンバーは2016年までの5年間で約1万人増加して16.4万人となり、供給高も増加している。
2015年には、松島町で、エーコープ宮城との共同事業（両法人による共同出資にて、株式会社コープ松島を設立して運営）にて展開する店舗として、A&COOP松島店とコープドラッグ松島店を開業。
さらに2017年4月21日には県内で人口が最も少ない七ヶ宿町に、ファミリーマートと共同で「ファミリーマート＋COOP七ケ宿店」を町役場近くに整備される予定の賑わい拠点エリア「なないろひろば」内に新規出店した。こちらは、みやぎ生協子会社の「株式会社コープコンビニエンス」がフランチャイズとして事業を行う形式となっており、次いで2号店として「ファミリーマート＋COOP鶴ヶ谷店」を既存のみやぎ生協鶴ヶ谷店の近隣に開業させ、みやぎ生協本体の組合員加入受付は行いつつも、既存の鶴ヶ谷店とは棲み分けを行うことになった。
2016年10月12日、生活協同組合コープふくしま（コープふくしま 本部：福島県福島市）、福島県南生活協同組合（福島県南生協 本部：同県西白河郡矢吹町）と2019年3月を目途に合併する方針を発表した。合併方式は、コープふくしまと福島県南生協が全事業をみやぎ生協に譲渡・売却する方針と報じられている。実現すれば県を超えた生協の合併は全国では4例目になると報道された。また、合併によって経営基盤の強化を図り、新規出店が少なかった福島県での出店を強化したいとしている。
2019年3月21日、生活協同組合コープふくしま、福島県南生活協同組合のすべての事業をみやぎ生活協同組合が譲受。事業継承後の福島県内の店舗は、「コープふくしま」（白河市の福島県南生協の店舗はコープふくしま天神町店として継続）として継続して使用されている。

## 沿革
- 1952年（昭和27年）9月10日 - 宮城県学校生活協同組合設立。
- 1970年（昭和45年）3月24日 - 宮城県民生活協同組合設立。
- 1982年（昭和57年）3月21日 - 両組合合併、みやぎ生活協同組合設立。
- 1992年（平成4年） - いわて生協・生協共立社と共にコープ東北サンネット事業連合を結成。
- 1996年（平成8年）9月 - 個人宅配開始。
- 2000年（平成12年）9月25日 - インターネット注文システム開始[10]。
- 2009年（平成21年）6月 - レジ袋全店で有料化。
- 2012年（平成24年）5月21日 - 日専連ライフサービスとの協業により、リチャージ型POSA方式のプリペイドカードのMiiCAの発行を開始。
- 2013年（平成25年）9月 - 家計相談・貸付事業「くらしと家計の相談室」開始[11][12]。
- 2014年（平成26年）11月 - 電子レシートサービス「スマートレシート」開始[13][14]。
- 2015年（平成27年）6月 - 事業区域を岩手、秋田、山形、福島4県に拡大する定款を変更[15]。
- 2016年（平成28年）
  - 4月1日 - 宮城県サッカー場の命名権を取得。同場の愛称がみやぎ生協めぐみ野サッカー場となる[16]。
  - 6月1日 - 宮城県と包括連携協定を締結[17]。
  - 10月18日 - 生活協同組合コープあきた、いわて生活協同組合、北都銀行などとともに設立した特別目的事業体であるコープ東北グリーンエネルギーによる風力発電所「コープ東北羽川風力発電所」が稼働[18][19]。
  - 10月21日 - 国内の生協としては初となるレストラン事業への参入として、子会社のコープ総合サービスの運営によってレストラン「Costeria  （コステリア）」を仙台市青葉区一番町にオープン[20]。
  - 11月1日 - 組合員証機能を一体型にした、MiiCAの発行を開始[21]。
- 2019年（平成31年）3月21日 生活協同組合コープふくしま、福島県南生活協同組合と組織合同。これにより福島県での事業開始[22]。

## 店舗一覧

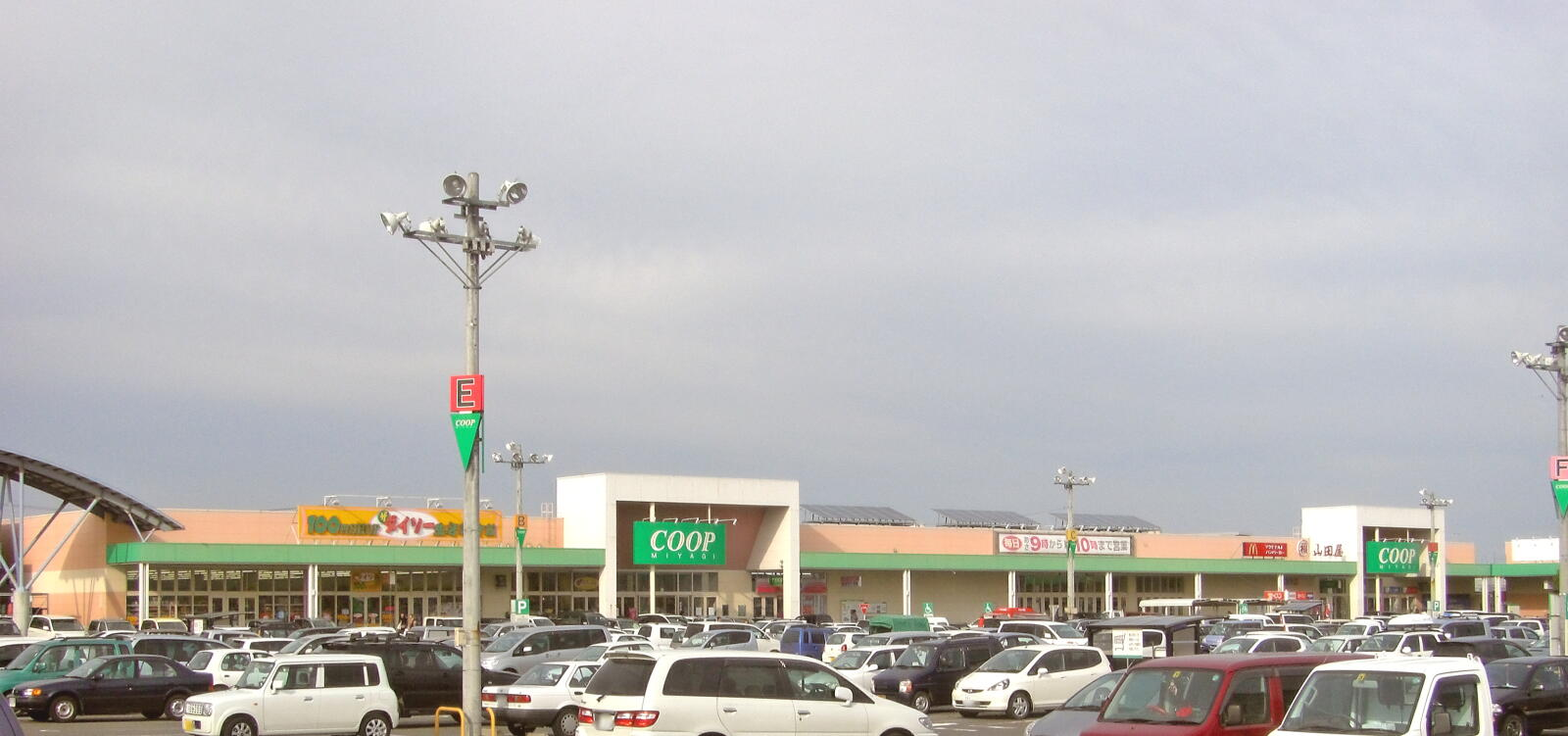
亘理店

### 過去に存在した店舗
宮城県
- 泉丁店（仙台市宮城野区） - セラビ幸町店へ移転のため。
- 愛子店（仙台市青葉区） - 新愛子店へ移転のため。1982年12月に開店、2003年に新愛子店へ移転。
- 船岡店（柴田町）
- 東仙台店（仙台市宮城野区） - 新田東店のオープンによる。
- 中田店（仙台市太白区） - 柳生店のオープンによる。
- 緑ヶ丘店（仙台市太白区） - 新八木山店のオープンによる。現「こ～ぷのお家(うち) 緑ヶ丘」。
- 八木山店（仙台市太白区） - 新八木山店のオープンによる。跡地は、新八木山店衣料館としてリニューアル後、最終的には新八木山店に統合され閉鎖。
- 山の寺店（仙台市泉区） - 明石台店のオープンによる。
- 名取ヶ丘店（名取市） - 名取西店のオープンによる。
- 塩釜玉川店（塩竈市） - 塩釜栄町店へ移転のため。閉店前には「開店46周年」と看板を掲げていた。
- 古川中里店（古川市） - 都市計画道路の建設により、古川南店へ移転。
- 石巻駅前店（石巻市） - 石巻大橋店へ移転のため。跡地は駐車場。
- アイトピア店（石巻市） - 東日本大震災の影響による。その後改修により2012年10月27日に「みやぎ生協文化会館アイトピア」として再開業。イベントスペースや調理室、集会室を有する施設に転換している[23]。
- 閖上店（名取市） - 東日本大震災の影響による。
- 鶴ヶ谷店（仙台市宮城野区） - 新鶴ヶ谷店へ移転のため。
- 松島店（宮城郡松島町） - エーコープ宮城が運営するACOOP松島店との機能統合にともない、同店跡地に「A&COOP松島店」として新築移転。跡地は、「コープドラッグ松島店」として、ドラッグストアに特化した店舗に転換。両店舗とも、みやぎ生協とエーコープ宮城が共同出資する株式会社コープ松島が運営する形をとる。
- 六丁の目店（仙台市若林区） - 荒井店のオープンによる。
- 塩釜杉の入店（塩竃市）- 2021年1月20日閉店。現在はトライアル塩釜店（2024年10月23日開店）。
- 新田東店（仙台市宮城野区）- 2021年4月20日閉店。現在はツルハドラッグ仙台新田東店。
- 塩釜庚塚店(塩竃市)  - 塩釜杉の入店の開店に伴い、東塩釜店と併合する形で閉店[24]。跡地は坂総合病院付属の北部診療所[25]。
- 東塩釜店（塩竈市）- 塩釜杉の入店の開店に伴い、塩釜庚塚店と併合する形で閉店。[24]